# 莱兰
莱兰（法語：Lelling，法語發音：[lɛlɛ̃]）是法国摩泽尔省的一个市镇，属于福尔巴克-布莱摩泽尔区。

## 地理
莱兰（49°2'27"N, 6°42'30"E）面积4.92 平方千米，位于法国大東部大區摩泽尔省，该省份为法国东北部内陆省份，是洛林的一部分，西南接默尔特-摩泽尔省，东临下莱茵省，北与卢森堡和德国接壤。
与莱兰接壤的市镇（或旧市镇、城区）包括：比斯特罗夫、福尔什维莱尔、盖斯兰埃默兰、利克桑-莱圣阿沃尔德、尼德河畔泰坦、瓦勒埃贝尔桑。

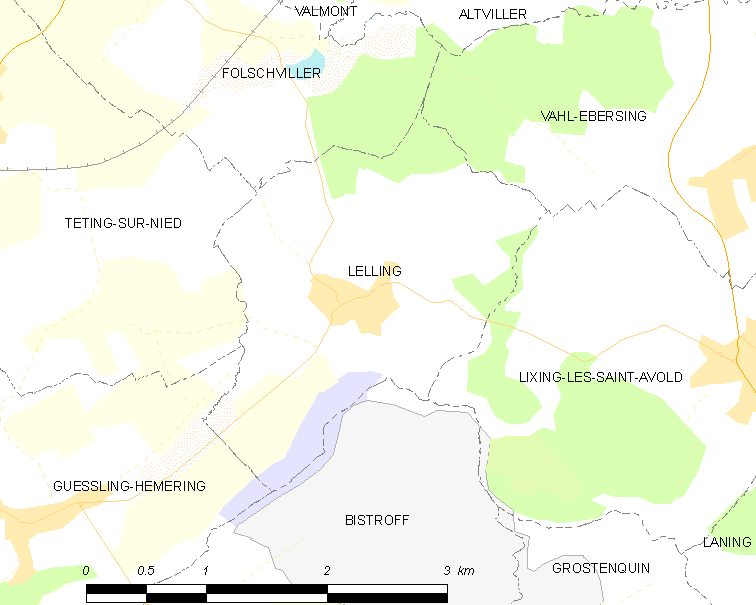
莱兰的OSM定位图

莱兰的时区为UTC+01:00、UTC+02:00（夏令时）。

## 行政
莱兰的邮政编码为57660，INSEE市镇编码为57389。

## 政治
莱兰所属的省级选区为萨拉尔布县。

## 人口

1962-2008年间莱兰人口变化图示

莱兰于2022年1月1日时的人口数量为460人。